# Tetralycosa eyrei
Tetralycosa eyrei là một loài nhện trong họ Lycosidae.
Loài này thuộc chi Tetralycosa. Tetralycosa eyrei được Vernon Victor Hickman miêu tả năm 1944.